# Geschäftsbericht
Ein Geschäftsbericht (englisch annual report) hat die Aufgabe, Informationen über den Geschäftsverlauf des vergangenen Geschäftsjahres eines Unternehmens zu vermitteln und insbesondere dessen Jahresabschluss – bestehend aus Bilanz, Gewinn- und Verlustrechnung und Anhang – und Lagebericht zu erläutern und zu ergänzen.

## Allgemeines
Der Begriff Geschäftsbericht hat sich zwar in der Verkehrssprache eingebürgert, wird aber im deutschen Handels- und Aktienrecht seit Dezember 1985 nicht mehr verwendet. Die Aktienrechtsreform vom Juli 1884 schrieb vor, dass der Vorstand von Kapitalgesellschaften zunächst dem Aufsichtsrat und dann mit dessen Bemerkungen der Hauptversammlung jährlich über die Verhältnisse der Gesellschaft einen Bericht vorzulegen hatte (Art. 185, 239 Abs. 2 ADHGB). Bald danach wurde dieser Bericht Geschäftsbericht genannt. Er blieb jedoch so dürftig, dass die Notverordnung des Reichspräsidenten vom Juni 1931 den – nun auch gesetzlich ausdrücklich so benannten – Geschäftsbericht mit einer Reihe von konkreten Inhaltsangaben versah. Sein Hauptzweck bestand darin, die Aktionäre zu unterrichten. Der Begriff Geschäftsbericht wurde im AktG im September 1965 übernommen (§ 160 AktG a. F.). Nach § 160 Abs. 2 AktG a. F. hatte der Geschäftsbericht den Geschäftsverlauf und die Lage der Gesellschaft für das abgelaufene Geschäftsjahr darzustellen („Lagebericht“), den Jahresabschluss zu erläutern und bestimmte zusätzliche Angaben im Zusammenhang mit dem Jahresabschluss zu machen („Erläuterungsbericht“).
Der Geschäftsbericht informierte nach alter Rechtslage über Geschäftsverlauf und die Lage der Gesellschaft und ergänzte und erläuterte die Bilanz und Gewinn- und Verlustrechnung. Nach dieser Aufgabenstellung ließ sich der Geschäftsbericht in einen Lagebericht und einen Erläuterungsbericht aufgliedern (§ 160 Abs. 1 Satz 1 und Abs. 2 Satz 1 AktG a. F.). Der Erläuterungsbericht sollte einzelne Positionen der Bilanz und der Gewinn- und Verlustrechnung näher erklären bzw. durch zusätzliche Angaben ergänzen (Anlage-, Eigenkapital- und Verbindlichkeiten-Spiegel). Der Lagebericht hatte die Aufgabe, ein umfassendes Bild über die wirtschaftliche Situation und Entwicklung der Gesellschaft zu vermitteln. Dies wurde insbesondere durch den Wirtschaftlichkeitsbericht erreicht, der die Lage und künftige Entwicklung des Unternehmens darstellen sollte. Darüber hinaus konnten im freiwilligen Sozialbericht, Risikobericht und ggf. Umweltbericht die sozialen Leistungen und ökologischen Verhältnisse der Gesellschaft beschrieben werden.
Diese Funktionen des alten aktienrechtlichen Geschäftsberichtes haben heute der Lagebericht und der Anhang zum Jahresabschluss übernommen, weil sich die Legaldefinition des Geschäftsberichts nicht durchgesetzt hatte. Nach § 264 Abs. 1 Satz 1 HGB bilden Bilanz, Gewinn- und Verlustrechnung und der Anhang im Jahresabschluss eine Einheit, der der Lagebericht gegenübersteht. Der Anhang ist in § 284 HGB und der Lagebericht in § 289 HGB geregelt. Nach § 289 Abs. 1 HGB sind im Lagebericht „der Geschäftsverlauf einschließlich des Geschäftsergebnisses und die Lage der Kapitalgesellschaft so darzustellen, dass ein den tatsächlichen Verhältnissen entsprechendes Bild vermittelt wird. …“ Dessen ungeachtet wird der Begriff Geschäftsbericht für den veröffentlichten Jahresabschluss insbesondere von börsennotierten Aktiengesellschaften in der Praxis der Unternehmenspublizität weiter verwendet.

## Form und Inhalt
Wegen der fehlenden gesetzlichen Vorschriften zum Inhalt des Geschäftsberichtes handelt es sich um eine freiwillige Publizität von Unternehmen (§ 328 Abs. 2 HGB). Im Regelfall wird der Geschäftsbericht dazu verwendet, den gesetzlichen Offenlegungsvorschriften (§§ 325 bis 329 HGB) nachzukommen („Pflichtteil“) und weitere freiwillige Angaben zu machen. Dann muss der Geschäftsbericht zumindest den Lagebericht, den Jahresabschluss, den Gewinnverwendungsvorschlag (soweit er sich nicht bereits aus dem Jahresabschluss ergibt), den Bestätigungsvermerk des Wirtschaftsprüfers zu Jahresabschluss und Lagebericht und den Bericht des Aufsichtsrates sowie die Entsprechenserklärung zum Corporate Governance Kodex beinhalten. Regelmäßig enthalten Geschäftsberichte aber darüber hinaus weitere Informationen zum Unternehmen. Auch viele Unternehmen, die nicht publizitätspflichtig sind, veröffentlichen Geschäftsberichte. Diese enthalten neben der Selbstdarstellung des Unternehmens in der Regel nur ausgewählte Zahlen zum Jahresabschluss.
- Pflichtteil:
  - Lagebericht (§ 286 AktG)
  - Jahresabschluss (§ 149 AktG)
  - Bestätigungsvermerk (§ 167 AktG – weggefallen, s. a. § 325 HGB)
  - Bericht des Aufsichtsrats (§ 171 Abs. 2 AktG)
  - Gewinnverwendungsvorschlag (§ 170 Abs. 2 AktG)
  - Entsprechenserklärung Corporate Governance (§ 161 AktG).
- Freiwillige, nicht prüfungspflichtige Informationen:
  - Brief des Vorstands an die Aktionäre
  - allgemeine wirtschaftliche Situation
  - wirtschaftliche Situation der Branche
  - weitere Angaben zum Geschäftsverlauf
  - Segmentberichterstattung (§ 264 Abs. 1 Satz 2 HGB und § 297 Abs. 1 HGB), eine Pflicht besteht nur dann, wenn Unternehmen nach IFRS bilanzieren (IFRS 8; Januar 2009)
  - Sozial-, Umwelt-, Risiko- (§ 289 Abs. 2 Nr. 2 HGB; technische und wirtschaftliche Risiken) und Forschungsbericht (§ 289 Abs. 2 Nr. 3 HGB)

Nach § 175 Abs. 1 AktG hat der Vorstand nach Eingang des Berichts des Aufsichtsrats die Hauptversammlung zur Entgegennahme des festgestellten Jahresabschlusses und des Lageberichts, eines vom Aufsichtsrat gebilligten Einzelabschlusses nach § 325 Abs. 2a HGB sowie zur Beschlussfassung über die Verwendung eines Bilanzgewinns einzuberufen. Die Hauptversammlung hat in den ersten acht Monaten des Geschäftsjahrs stattzufinden.
Ab dem 1. Januar 2020 soll eine neue Richtlinie für alle Unternehmen, die innerhalb der EU mit Wertpapieren emittiert haben, das Berichtsformat vereinheitlichen. Es handelt sich um ein EU-einheitliches elektronisches Berichtsformat für Unternehmensabschlüsse (European Single Electronic Format, ESEF), welches XHTML als Dateiformat vorsieht. Das neue Format gilt für Bilanzen, Gesamtergebnisrechnungen, Eigenkapitalsveränderungsrechnungen und Kapitalflussrechnungen. Abschlussinformationen sollen vereinheitlicht werden und leichter verfügbar sein. Bereits im Dezember 2017 hatte die Europäische Wertpapier- und Marktaufsichtsbehörde (ESMA) hierzu einen finalen Entwurf eines technischen Regulierungsstandards (Regulatory Technical Standards (RTS)) veröffentlicht.

## Pflicht zu unterjähriger Berichterstattung

### Quartalsbericht
Der Quartalsbericht gehört zur Zwischenberichterstattung und stellt die zwischen zwei Bilanzstichtagen im Dreimonatsrhythmus stattfindende unterjährige Berichterstattung von Aktiengesellschaften dar. Die Pflicht zur Veröffentlichung eines Quartalsberichts stammt aus § 63 Abs. 8 BörsO der Deutschen Börse AG, die von zugelassenen Unternehmen im Börsensegment Prime Standard eine Veröffentlichung verlangt. Der Prime Standard ist die Voraussetzung für die Aufnahme in die Aktienindizes DAX, MDAX, TecDAX und SDAX. Da die Porsche AG Quartalsberichte kostenbedingt abgelehnt hat, erscheint sie auch nicht im DAX. Quartalsberichte müssen zumindest eine Bilanz, eine Gewinn- und Verlustrechnung, eine Kapitalflussrechnung sowie einige weitere Angaben zu Geschäftstätigkeit und Unternehmen enthalten. Auch viele Gesellschaften außerhalb des Prime Standard veröffentlichen Quartalsberichte, die allerdings in Umfang und Aussagekraft sehr variieren. Die Unterlagen müssen nach denselben Rechnungslegungsgrundsätzen erstellt werden wie der Jahresabschluss. Das vierte Quartal kann durch den Jahresabschluss ersetzt werden. Die in den Quartalsberichten veröffentlichten Zahlen werden häufig Quartalszahlen genannt.

### Geschichte des Quartalsberichts
Der Quartalsbericht ist bereits in der Frühgeschichte der Industrialisierung nachzuweisen. So berichtet Georgius Agricola 1556, dass die Anteilseigner im Bergbau in sogenannten Gewerken organisiert waren. Sie forderten vom Bergverwalter viermal im Jahr Rechenschaft: „Wie es vier Jahreszeiten gibt, Frühling, Sommer, Herbst und Winter, so gibt es auch viermal jährlich Berichte über Einnahmen und Ausgaben. Im ersten Monat eines jeden Quartals wird Rechenschaft abgelegt, zuerst über das Geld, das der Bergverwalter im letzten Vierteljahr für die Grube aufgewendet hat, dann über den Ertrag, den er in der gleichen Zeit aus ihr erzielt hat“. Ein Versagen des Bergverwalters wurde damals konsequent geahndet: „Wenn nun ein Bergverwalter das Geld der Gewerken nützlich für das Bergwerk verwendet und es treu verwaltet hat, so erteilen ihm alle das Lob eines umsichtigen und braven Mannes; hat er dagegen wegen Unkenntnis der Verhältnisse Schaden verursacht, so wird er meistens seines Amtes entsetzt. Hat er aber durch seine eigene Nachlässigkeit und Unachtsamkeit den Gewerken Schaden zugefügt, so zwingt ihn die Behörde zum Schadenersatz; wenn er endlich Betrug oder Diebstahl begangen hat, so wird er mit einer Geldbuße oder mit Gefängnis oder mit dem Tode bestraft“.
Der Quartalsbericht heutiger Prägung wurde erstmals im Jahre 1970 in den Vereinigten Staaten durch die SEC gefordert (englisch quarterly report). Sie hatte dafür ein einheitliches Formblatt (Form 10-Q) entwickelt, das auf den §§ 13 und 15 (d) des Securities Exchange Acts aus 1934 beruhte. In Österreich sind amtlich notierte Aktiengesellschaften nach § 126 BörsG dazu verpflichtet, über die ersten drei, sechs und neun Monate eines Geschäftsjahres Zwischenberichte zu veröffentlichen.

## Inhaltliche und grafische Gestaltung

### Grafik
Weil Geschäftsberichte ein zentrales Mittel der Selbstdarstellung sind, werden Geschäftsberichte oftmals sehr aufwendig gestaltet. Sowohl Typografie und Grafik als auch die Bildgestaltung werden häufig angesehenen Werbeagenturen anvertraut. Gelegentlich werden Kunstfotografen oder Künstler mit der Gestaltung oder Illustration beauftragt, zudem wird aus Prestigegründen hochwertiges Papier verwendet.

### Wettbewerbe
Die League of American Communications Professionals LLC (LACP) vergibt jährlich Preise in neun Kategorien für Geschäftsberichte, wie z. B. „Beste Titelseite“ (englisch Best Report Cover), kreativste Gestaltung (Most Creative), „Beste Finanzinformationen“ (Best Report Financials) usw. Etwa mit 1900 Geschäftsberichten gehen Werbeagenturen und PR-Abteilungen in die Konkurrenz um die 36 Preise (jede der 9 Kategorien in Platin, Gold, Silber und Bronze) sowie um Platzierungen in der Gesamtliste (Addition der Kategorienpunkte) und die Listen der Sparten. Auffällig ist das starke Abschneiden der Gesellschaften aus Deutschland und Österreich (siehe hierzu die Gewinner des Jahres 2004 und 2005).
Die deutsche Wirtschaftszeitschrift manager magazin lässt jährlich etwa 200 Geschäftsberichte aus den wichtigsten deutschen Börsenindices DAX, MDAX, SDAX, TecDAX und dem europäischen Leitindex STOXX 50 testen. Hinzu kommen alle Börsenneulinge, die sich in jenem Jahr im Prime Standard der Deutschen Börse notieren ließen. Untersucht werden von unabhängigen Lehrstuhlinhabern jeweils spezifisch in den Kategorien Inhalt, Designgestaltung und Sprache. Lediglich die fünf Besten jedes Indexes werden zusätzlich von einer fünfköpfigen Jury aus Börsenexperten auf Prägnanz, Glaubwürdigkeit und Berichtseffizienz geprüft. Die Gesamtsieger erhalten im Rahmen eines Festakts die Plastik „Der Rufer“ des Künstlers Vadim Sidur.

## Kosten
Das Medienhaus Theodor Gruda (Meerbusch) recherchierte anhand von Geschäftsberichten namhafter Unternehmen in Deutschland, wie sich die Aufwendungen prozentual verteilen. Nicht selten liegen die Kosten für einen Geschäftsbericht bei über 100.000 Euro.
Kostenverteilung (Stand: 2012):
- 28 % Druck
- 23 % Fotos einschließlich Rechte
- 22 % Prepress (Druckvorstufe)
- 12 % Agenturleistung
- 07 % Logistik
- 05 % Papier
- 03 % Beratung

## Adressaten
Geschäftsberichte dienen der Information der Anteilseigner sowie anderer Interessenten. Zu den letzteren gehören Gesellschafter und Mitarbeiter des Unternehmens, Kunden, Lieferanten, Wettbewerber, Kreditgeber, Analysten, Ratingagenturen sowie Medien. Die betriebswirtschaftlichen und technischen Kenntnisse dieser Interessengruppen sind sehr heterogen und müssen durch sprachliche und optische Darstellungen im Geschäftsbericht adressatengerecht aufbereitet werden. Der vor der Hauptversammlung zu veröffentlichende Geschäftsbericht dient auch der Vorbereitung der Aktionäre auf diese Hauptversammlung.

## Sonstiges
In der Textlinguistik ist der Geschäftsbericht eine Textsorte. Sie hat relevante oder neue Sachverhalte in sachlicher, möglichst objektiver Form darzustellen. Dabei müssen teilweise komplexe, abstrakte Sachverhalte einem heterogenen Interessentenkreis in verständlicher Form vermittelt werden. Die veröffentlichenden Unternehmen verfolgen neben den gesetzlichen Pflichten auch Zwecke hinsichtlich der Öffentlichkeitsarbeit, so dass Geschäftsberichte auch oft Inhalte über das Unternehmen und seine Produkte enthalten.
Zur Aufstellung eines Jahresabschlusses und Lageberichts verpflichtet sind neben Aktiengesellschaften auch die Kommanditgesellschaft auf Aktien, Genossenschaften (§ 33 Abs. 1 GenG), Kreditinstitute (§ 26 KWG), öffentlich-rechtliche Versicherungen (§ 38 Abs. 1 VAG) und Unternehmen, die die Größenmerkmale des Publizitätsgesetzes erfüllen (mit Ausnahme der Personenhandelsgesellschaften und der Einzelkaufleute; § 5 Abs. 1 Satz 2 PublG).

## International
In der Schweiz erfolgt die Rechnungslegung im Geschäftsbericht (Art. 958 Satz 2 OR). Dieser enthält die Jahresrechnung (Einzelabschluss), die sich aus der Bilanz, der Erfolgsrechnung und dem Anhang zusammensetzt. Der Geschäftsbericht muss innerhalb von sechs Monaten nach Ablauf des Geschäftsjahres erstellt und dem zuständigen Organ oder den zuständigen Personen zur Genehmigung vorgelegt werden. Die Geschäftsführer haben nach Art. 810 OR auch die Pflicht zur Erstellung des Geschäftsberichts, der sich aus Jahresrechnung, Jahresbericht und ggf. Konzernrechnung zusammensetzt. Der Aktionär muss den Geschäftsbericht spätestens 20 Tage vor der Generalversammlung erhalten (Art. 696 OR) und ihn nach Art. 689 OR abnehmen (zustimmen).
Nach § 222 UGB haben in Österreich die gesetzlichen Vertreter einer Kapitalgesellschaft in den ersten fünf Monaten des Geschäftsjahrs für das vorangegangene Geschäftsjahr den um den Anhang erweiterten Jahresabschluss, einen Lagebericht sowie gegebenenfalls (§ 243b UGB) einen Corporate-Governance-Bericht aufzustellen und den Mitgliedern des Aufsichtsrats vorzulegen. Der Jahresabschluss, der Lagebericht sowie der Corporate-Governance-Bericht sind von sämtlichen gesetzlichen Vertretern zu unterzeichnen.
In Frankreich ist der Geschäftsbericht (französisch rapport annuel) in den Artikeln 8 bis 17 Code de commerce erläutert und besitzt einen hohen Stellenwert in der Unternehmenskommunikation. Nach Artikel 8 Code de commerce umfasst der Jahresabschluss die Bilanz, Erfolgsrechnung und den Anhang.